# پروم (رود)
پروم (رودخانه) (به انگلیسی: Prüm (river)) رودخانه‌ای است که در آلمان جریان دارد.